# Bleed the Fifth
Bleed the Fifth è il disco di debutto della band statunitense Divine Heresy, pubblicato nel 2007.

## Descrizione
L'album è stato pubblicato tra il 28 agosto, in seguito di un'ampia campagna pubblicitaria per sponsorizzare il nuovo progetto di Dino Cazares.
Nell'intera tracklist, il richiamo allo stile tipico dei Fear Factory è evidente: abbondante uso di ritmiche combinate tra chitarra e doppia cassa, priorità per le tonalità molto basse - per via della otto corde di Dino Cazares, veloci riff sincopati e taglienti alternati a parti più melodiche con cantato pulito.
La canzone Failed Creation è stata scelta come primo singolo del disco, e ne è stato girato un videoclip.

## Tracce
1. Bleed the Fifth - 3:06
2. Failed Creation - 3:37
3. This Threat Is Real - 4:23
4. Impossible Is Nothing - 3:55
5. Savior Self - 3:18
6. Rise of the Scorned - 4:54
7. False Gospel - 3:20
8. Soul Decoded (Now and Forever) - 4:01
9. Royal Blood Heresy - 4:42
10. Closure - 3:33
11. Purity Defiled (traccia bonus Giapponese) -

## Formazione
- Tommy Vext - voce
- Dino Cazares - chitarra, basso
- Tim Yeung - batteria